# ترس پیتر
ترس پیتر (انگلیسی: Peter Fear؛ زادهٔ ۱۰ سپتامبر ۱۹۷۳) بازیکن فوتبال اهل بریتانیا است.
از باشگاه‌هایی که در آن بازی کرده‌است می‌توان به باشگاه فوتبال کراولی تاون، باشگاه فوتبال هاوانت و واترلوویل، باشگاه فوتبال آکسفورد یونایتد، باشگاه فوتبال ساتون یونایتد، باشگاه فوتبال کترینگ تاون، باشگاه فوتبال ویمبلدون، و باشگاه فوتبال کارشالتون اتلتیک اشاره کرد.
وی همچنین در تیم ملی فوتبال زیر ۲۱ سال انگلستان بازی کرده‌است.